# Quincy (TV-serie)
Quincy (original Quincy M.E.) var en amerikansk TV-serie från 1976 av Glen A. Larson och Lou Shaw med Jack Klugman m.fl.
Serien gjordes åren 1976-1983 och sändes i totalt åtta säsonger innan serien slutligen lades ner.

## Handling
Quincy är kriminaltekniker i Los Angeles, där han utför obduktioner och andra medicinska tester i samband med polisutredningar. Med sitt skarpsinne hittar han ofta ledtrådar som polisen och andra utredare missat, vilket får honom att undersöka fallen närmare.

## Skådespelare
- Jack Klugman - Dr. R. Quincy
- John S. Ragin - Dr. Robert Asten
- Robert Ito - Sam Fujiyama
- Garry Walberg - Lt. Frank Monahan